# Zvočni prostor
Zvóčni prôstor je glasbeni prostor, ki ga doživljamo kot navpično ali vertikalno gibanje zvočnih dogodkov (visoko, nizko, ozko, široko). 
V glasbeni zvočni prostor sodijo: 
- zvok (ton, šum)
- interval (razdalja med dvem tonoma)
- lestvica (določeno zaporedje celih in poltonov)
- melodija (po pravilih urejeno sosledje intervalov)
- akord (sočasno zvenenje najmanj treh tonov, ki so ubrani med seboj)
- harmonija (po pravilih urejeno sosledje akordov)